# Выборы в Алтайское краевое законодательное собрание (2016)
Выборы в Алтайское краевое Законодательное Собрание VII созыва состоялись в Алтайском крае в единый день голосования 18 сентября 2016 года, одновременно с выборами в Государственную думу РФ. Выборы прошли по смешанной избирательной системе: из 68 депутатов 34 избраны по партийным спискам (пропорциональная система), другие 34 — по одномандатным округам (мажоритарная система). Для попадания в краевое собрание по пропорциональной системе партиям было необходимо преодолеть 5%-й барьер. Срок полномочий АКЗС седьмого созыва — пять лет.
Численность избирателей на 1 января 2016 года — 1888643 человека.
Принятие Алтайским краевым Законодательным Собранием решения о назначении выборов — 16 июня 2016 года

## Участники
По единому краевому округу (34 места) партии выдвигают списки кандидатов. Краевая избирательная комиссия определила 5 политических партий, которые могут выставить списки кандидатов без сбора подписей избирателей:
- Единая Россия. 22 мая 2016 года, партия провела первичные выборы для определения кандидатов в Законодательно Собрание VII созыва. 21 июля, в Барнауле прошла региональная конференция «Единой России».
- КПРФ. 2 июля 2016 года состоялся II этап 46-й (внеочередной) конференции Алтайского регионального отделения КПРФ. Путем тайного голосования делегаты конференции определились с кандидатами в АКЗС на предстоящих выборах. Общекраевой список партии возглавила первый секретарь Алтайского крайкома КПРФ Мария Прусакова, вторым в списке — первый секретарь Барнаульского горкома КПРФ, руководитель фракции коммунистов в Гордуме Андрей Сартаков, третий — коммунист Павловского района, предприниматель Владимир Попов.
- ЛДПР. 1 июля 2016 года состоялась внеочередная конференция Алтайского регионального отделения ЛДПР по выдвижению кандидатов в краевой парламент. Общерегиональную часть возглавил лидер партии Владимир Жириновский. Вторым в списке — депутат Государственной Думы от Алтайского края Владимир Семёнов. Замыкает тройку руководитель алтайских либерал-демократов ЛДПР Евгения Боровикова. (недоступная ссылка)
- Справедливая Россия 8 июля 2016 года прошла вторая часть конференции регионального отделения партии СПРАВЕДЛИВАЯ РОССИЯ в Алтайском крае. На ней справороссы выдвинули список своих кандидатов на выборы в Алтайское краевое Законодательное Собрание.
- Яблоко. 17 июля прошла конференция Краевог отделения партии «Яблоко» на котором был утверждён список кандидатов в депутаты АКЗС. 18 июля 2016 года на пресс-конференции алтайские демократы («Яблоко», ПАРНАС, «Прогресс») выдвинули единый список кандидатов в депутаты регионального парламента. Всего список насчитывает 78 кандидатов. Помимо правозащитника Александра Гончаренко его возглавляет экс-депутат Госдумы Владимир Рыжков. Остальные выдвиженцы демкоалиции распределились по 31 территориальной группе списка. Помимо краевого списка на конференции были выдвинуты кандидаты в депутаты Алтайского Заксобрания по 31 одномандатному избирательному округу из 34 возможных.[2]
- Республиканская партия России — Партия народной свободы. 22 марта 2016 года, было решено, что кандидаты от партии идут на выборы от партии Яблоко.

### Прочие партии
- Партия Великое Отечество. 8 июля 2016 года партия выдвинула 10 кандидатов по одномандатным округам и единый партийный список.[3]

3 августа Партией Великое Отечество были сданы подписи для регистрации партии в выборах в Законодательное собрание Алтайского края.
- Коммунисты России. В пятницу, 22 июля, состоялось заседание Избирательной комиссии Алтайского края, в ходе которого было принято решение о заверении краевого списка кандидатов в депутаты Алтайского краевого Законодательного Собрания, выдвинутого Политической партией Коммунистическая партия Коммунисты России. В составе списка — 139 человек, выдвинутых по 34 территориальным группам. На данный момент представленные документы направлены в соответствующие государственные органы для проверки их достоверности. Данной политической партии предстоит собрать подписи 9 444 избирателей в свою поддержку.[5]

## Одномандатные округа

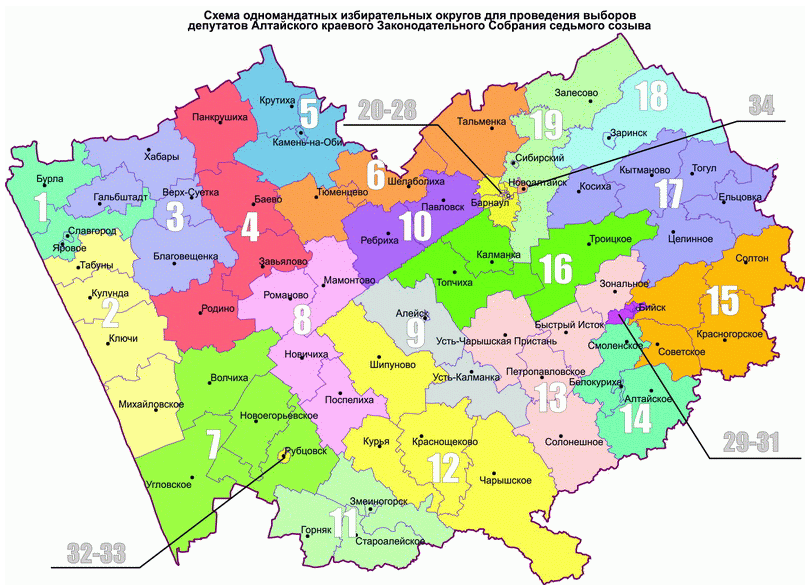
Схема одномандатных избирательных округов.

По 34 одномандатным округам кандидаты могут выдвигаться как партиями, так и путём самовыдвижения.
| №  | Округ | Состав | Всего избирателей |
| -- | ----- | --- | ----------------- |
| 1  | 1     | город Яровое, город Славгород, Бурлинский район                                                            | 55792             |
| 2  | 2     | Табунский район, Михайловский район, Кулундинский район, Ключевский район                                  | 57381             |
| 3  | 3     | Хабарский район, Суетский район, Немецкий национальный район, Благовещенский район                         | 55224             |
| 4  | 4     | Родинский район, Панкрушихинский район, Завьяловский район, Баевский район                                 | 53199             |
| 5  | 5     | Крутихинский район, Каменский район                                                                        | 50981             |
| 6  | 6     | Шелаболихинский район, Тюменцевский район, Тальменский район                                               | 59298             |
| 7  | 7     | Угловский район, Рубцовский район, Егорьевский район, Волчихинский район                                   | 57282             |
| 8  | 8     | Романовский район, Поспелихинский район, Новичихинский район, Мамонтовский район                           | 59236             |
| 9  | 9     | Усть-Калманский район, Алейский район, город Алейск                                                        | 51487             |
| 10 | 10    | Ребрихинский район, Павловский район                                                                       | 54177             |
| 11 | 11    | Третьяковский район, Локтевский район, Змеиногорский район                                                 | 51066             |
| 12 | 12    | Шипуновский район, Чарышский район, Курьинский район, Краснощековский район                                | 59687             |
| 13 | 13    | Усть-Пристанский район, Солонешенский район, Петропавловский район, Зональный район, Быстроистокский район | 53185             |
| 14 | 14    | Смоленский район, Алтайский район, город Белокуриха                                                        | 52358             |
| 15 | 15    | Солтонский район, Советский район, Красногорский район, Бийский район                                      | 61530             |
| 16 | 16    | Троицкий район, Топчихинский район, Калманский район                                                       | 51987             |
| 17 | 17    | Целинный район, Тогульский район, Кытмановский район, Косихинский район, Ельцовский район                  | 52332             |
| 18 | 18    | Заринский район, город Заринск                                                                             | 53067             |
| 19 | 19    | Первомайский район, Залесовский район, ЗАТО поселок Сибирский                                              | 59575             |
| 20 | 20    | город Барнаул. Индустриальный район (часть), Железнодорожный район (часть)                                 | 60337             |
| 21 | 21    | город Барнаул. Железнодорожный район (часть)                                                               | 60838             |
| 22 | 22    | город Барнаул. Индустриальный район (часть)                                                                | 57548             |
| 23 | 23    | город Барнаул. Индустриальный район (часть)                                                                | 58825             |
| 24 | 24    | город Барнаул. Ленинский район (часть)                                                                     | 55624             |
| 25 | 25    | город Барнаул. Ленинский район (часть)                                                                     | 54281             |
| 26 | 26    | город Барнаул. Октябрьский район (часть)                                                                   | 60673             |
| 27 | 27    | город Барнаул. Октябрьский район (часть), Центральный район (часть)                                        | 52830             |
| 28 | 28    | город Барнаул. Центральный район (часть)                                                                   | 53068             |
| 29 | 29    | город Бийск (часть)                                                                                        | 57156             |
| 30 | 30    | город Бийск (часть)                                                                                        | 56913             |
| 31 | 31    | город Бийск (часть)                                                                                        | 56603             |
| 32 | 32    | город Рубцовск (часть)                                                                                     | 52908             |
| 33 | 33    | город Рубцовск (часть)                                                                                     | 54269             |
| 34 | 34    | город Новоалтайск                                                                                          | 58508             |

## Результаты
| «Единая Россия»             | 257709           | 34,08 %          | 12               | 31               | 42               | 63 %             |                  |                  |
| ЛДПР                        | 160192           | 21,04 %          | 8                | 1                | 9                | 13 %             |                  |                  |
| КПРФ                        | 158903           | 21,01 %          | 8                | 0                | 8                | 12 %             |                  |                  |
| «Справедливая Россия»       | 131623           | 17,41 %          | 6                | 2                | 8                | 12 %             |                  |                  |
| Заградительный барьер — 5 % |                  |                  |                  |                  |                  |                  |                  |                  |
| «Яблоко»                    | 23632            | 3,13 %           | 0                | 0                | 0                | 0 %              |                  |                  |
| Самовыдвижение              | —                | —                | —                | 0                | 0                | 0 %              |                  |                  |
| Вакантные места             | —                | —                | —                | 0                | 0                | —                |                  |                  |
| Избирателей                 | 1882131          | 1882131          | 1882131          | 1882131          | 1882131          | 1882131          | 1882131          | 1882131          |
| Явка                        | 40,18 % (756183) | 40,18 % (756183) | 40,18 % (756183) | 40,18 % (756183) | 40,18 % (756183) | 40,18 % (756183) | 40,18 % (756183) | 40,18 % (756183) |
| Недействительных голосов    | 24124            | 24124            | 24124            | 24124            | 24124            | 24124            | 24124            | 24124            |

| Результат по одномандатным округам | Результат по одномандатным округам | Результат по одномандатным округам                            | Результат по одномандатным округам | Результат по одномандатным округам | Результат по одномандатным округам | Результат по единому округу | Результат по единому округу | Результат по единому округу | Результат по единому округу | Результат по единому округу |
| №                                  | Округ                              | Депутат                                                       | Партия                             | Число голосов                      | % голосов                          | ЕР                          | ЛДПР                        | КПРФ                        | СР                          | Яблоко                      |
| ---------------------------------- | ---------------------------------- | ------------------------------------------------------------- | ---------------------------------- | ---------------------------------- | ---------------------------------- | --------------------------- | --------------------------- | --------------------------- | --------------------------- | --------------------------- |
| 1                                  | 1                                  | Диркс Иван Викторович                                         | «Единая Россия»                    | 11902                              | 52,28 %                            | 36,89 %                     | 23,35 %                     | 18,92 %                     | 15,38 %                     | 1,89 %                      |
| 2                                  | 2                                  | Гуков Александр Васильевич (сложил мандат в связи со смертью) | «Единая Россия»                    | 12572                              | 50,14 %                            | 37,73 %                     | 21,95 %                     | 22,23 %                     | 13,42 %                     | 1,69 %                      |
| 3                                  | 3                                  | Панарин Игорь Ильич                                           | «Единая Россия»                    | 10046                              | 40,86 %                            | 38,33 %                     | 22,09 %                     | 22,24 %                     | 13,06 %                     | 1,38 %                      |
| 4                                  | 4                                  | Серов Сергей Николаевич                                       | «Единая Россия»                    | 9774                               | 41,25 %                            | 37,36 %                     | 18,57 %                     | 20,41 %                     | 19,11 %                     | 1,46 %                      |
| 5                                  | 5                                  | Найден Алексей Фёдорович                                      | «Справедливая Россия»              | 7883                               | 39,17 %                            | 30,65 %                     | 14,35 %                     | 16,18 %                     | 34,07 %                     | 1,96 %                      |
| 6                                  | 6                                  | Бушков Николай Трофимович                                     | «Единая Россия»                    | 9983                               | 38,83 %                            | 37,01 %                     | 20,11 %                     | 19,31 %                     | 18,23 %                     | 2,17 %                      |
| 7                                  | 7                                  | Кондратьев Всеволод Валерьевич                                | «Единая Россия»                    | 9457                               | 39,56 %                            | 33,81 %                     | 23,57 %                     | 21,31 %                     | 17,67 %                     | 1,26 %                      |
| 8                                  | 8                                  | Солнцева Ирина Валентиновна                                   | «Единая Россия»                    | 9068                               | 35,80 %                            | 36,74 %                     | 16,76 %                     | 23,35 %                     | 18,68 %                     | 1,75 %                      |
| 9                                  | 9                                  | Матвейко Юрий Михайлович                                      | «Единая Россия»                    | 9001                               | 42,99 %                            | 39,32 %                     | 19,54 %                     | 23,50 %                     | 12,38 %                     | 2,26 %                      |
| 10                                 | 10                                 | Елыкомов Валерий Анатольевич (отказался от мандата)           | «Единая Россия»                    | 8060                               | 38,16 %                            | 34,81 %                     | 19,44 %                     | 25,60 %                     | 15,10 %                     | 2,15 %                      |
| 11                                 | 11                                 | Бенслер Сергей Александрович                                  | «Единая Россия»                    | 11556                              | 53,10 %                            | 37,30 %                     | 21,05 %                     | 19,99 %                     | 15,44 %                     | 3,0 %                       |
| 12                                 | 12                                 | Гуминский Валерий Иосифович                                   | «Единая Россия»                    | 8594                               | 34,19 %                            | 36,56 %                     | 18,39 %                     | 21,57 %                     | 18,05 %                     | 2,36 %                      |
| 13                                 | 13                                 | Осипов Андрей Геннадьевич                                     | «Единая Россия»                    | 10195                              | 47,36 %                            | 38,40 %                     | 21,34 %                     | 20,57 %                     | 14,40 %                     | 2,48 %                      |
| 14                                 | 14                                 | Дёмин Владимир Алексеевич                                     | «Единая Россия»                    | 8609                               | 37,49 %                            | 36,03 %                     | 19,20 %                     | 23,31 %                     | 16,08 %                     | 2,17 %                      |
| 15                                 | 15                                 | Степин Максим Викторович                                      | «Единая Россия»                    | 9890                               | 40,38 %                            | 38,01 %                     | 19,17 %                     | 22,74 %                     | 14,17 %                     | 2,84 %                      |
| 16                                 | 16                                 | Хмурович Андрей Геннадьевич                                   | «Единая Россия»                    | 5250                               | 26,75 %                            | 36,14 %                     | 20,79 %                     | 20,07 %                     | 17,31 %                     | 2,84 %                      |
| 17                                 | 17                                 | Смагин Вадим Петрович                                         | «Единая Россия»                    | 15062                              | 63,75 %                            | 44,76 %                     | 16,76 %                     | 19,57 %                     | 14,35 %                     | 1,63 %                      |
| 18                                 | 18                                 | Приб Сергей Николаевич                                        | «Единая Россия»                    | 9922                               | 44,76 %                            | 34,08 %                     | 21,18 %                     | 21,01 %                     | 17,41 %                     | 3,13 %                      |
| 19                                 | 19                                 | Сивец Сергей Александрович                                    | «Единая Россия»                    | 10196                              | 41,84 %                            | 39,03 %                     | 23,35 %                     | 20,42 %                     | 11,33 %                     | 2,50 %                      |
| 20                                 | 20                                 | Шумихин Павел Юрьевич                                         | «Справедливая Россия»              | 5222                               | 23,62 %                            | 31,56 %                     | 20,75 %                     | 18,82 %                     | 20,75 %                     | 5,06 %                      |
| 21                                 | 21                                 | Устинов Владимир Николаевич                                   | «Единая Россия»                    | 6239                               | 26,72 %                            | 30,09 %                     | 23,01 %                     | 19,41 %                     | 17,74 %                     | 6,62 %                      |
| 22                                 | 22                                 | Аганов Дмитрий Петрович                                       | «Единая Россия»                    | 6900                               | 31,71 %                            | 32,14 %                     | 21,58 %                     | 19,68 %                     | 18,84 %                     | 4,72 %                      |
| 23                                 | 23                                 | Писарев Сергей Викторович                                     | «Единая Россия»                    | 8457                               | 38,92 %                            | 29,63 %                     | 20,39 %                     | 21,10 %                     | 19,36 %                     | 5,68 %                      |
| 24                                 | 24                                 | Суворов Анатолий Филиппович                                   | «Единая Россия»                    | 5488                               | 26,18 %                            | 28,13 %                     | 20,25 %                     | 17,93 %                     | 26,03 %                     | 4,28 %                      |
| 25                                 | 25                                 | Балушкин Александр Федорович                                  | «Единая Россия»                    | 6043                               | 31.53 %                            | 30,82 %                     | 20,45 %                     | 23,79 %                     | 17,68 %                     | 3,98 %                      |
| 26                                 | 26                                 | Волков Андрей Анатольевич                                     | «Единая Россия»                    | 6713                               | 31,55 %                            | 32,39 %                     | 20,73 %                     | 19,66 %                     | 18,85 %                     | 5,39 %                      |
| 27                                 | 27                                 | Лазарев Александр Федорович                                   | «Единая Россия»                    | 8225                               | 41,23 %                            | 36,60 %                     | 17,04 %                     | 19,67 %                     | 16,41 %                     | 7,57 %                      |
| 28                                 | 28                                 | Лунев Альберт Анатольевич                                     | «Единая Россия»                    | 6411                               | 34,03 %                            | 33,80 %                     | 20,70 %                     | 20,35 %                     | 16,79 %                     | 4,90 %                      |
| 29                                 | 29                                 | Ильюченко Татьяна Викторовна                                  | «Единая Россия»                    | 6111                               | 32,89 %                            | 27,81 %                     | 24,35 %                     | 24,82 %                     | 15,20 %                     | 3,77 %                      |
| 30                                 | 30                                 | Абрамов Андрей Александрович                                  | «Единая Россия»                    | 4708                               | 26,53 %                            | 26,49 %                     | 25,82 %                     | 23,44 %                     | 16,97 %                     | 3,07 %                      |
| 31                                 | 31                                 | Теплова Ирина Георгиевна                                      | «Единая Россия»                    | 5824                               | 29,91 %                            | 24,96 %                     | 24,02 %                     | 24,87 %                     | 18,42 %                     | 3,84 %                      |
| 32                                 | 32                                 | Шудра Ирина Павловна                                          | ЛДПР                               | 6717                               | 34,99 %                            | 23,90 %                     | 33,26 %                     | 20,70 %                     | 15,44 %                     | 2,87 %                      |
| 33                                 | 33                                 | Кайро Юрий Валентинович                                       | «Единая Россия»                    | 5844                               | 27,76 %                            | 24,23 %                     | 26,17 %                     | 25,98 %                     | 16,44 %                     | 3,02 %                      |
| 34                                 | 34                                 | Шабанов Сергей Васильевич                                     | «Единая Россия»                    | 7674                               | 35,67 %                            | 32,02 %                     | 21,56 %                     | 23,97 %                     | 16,71 %                     |                             |